# Televisió de les Illes Balears

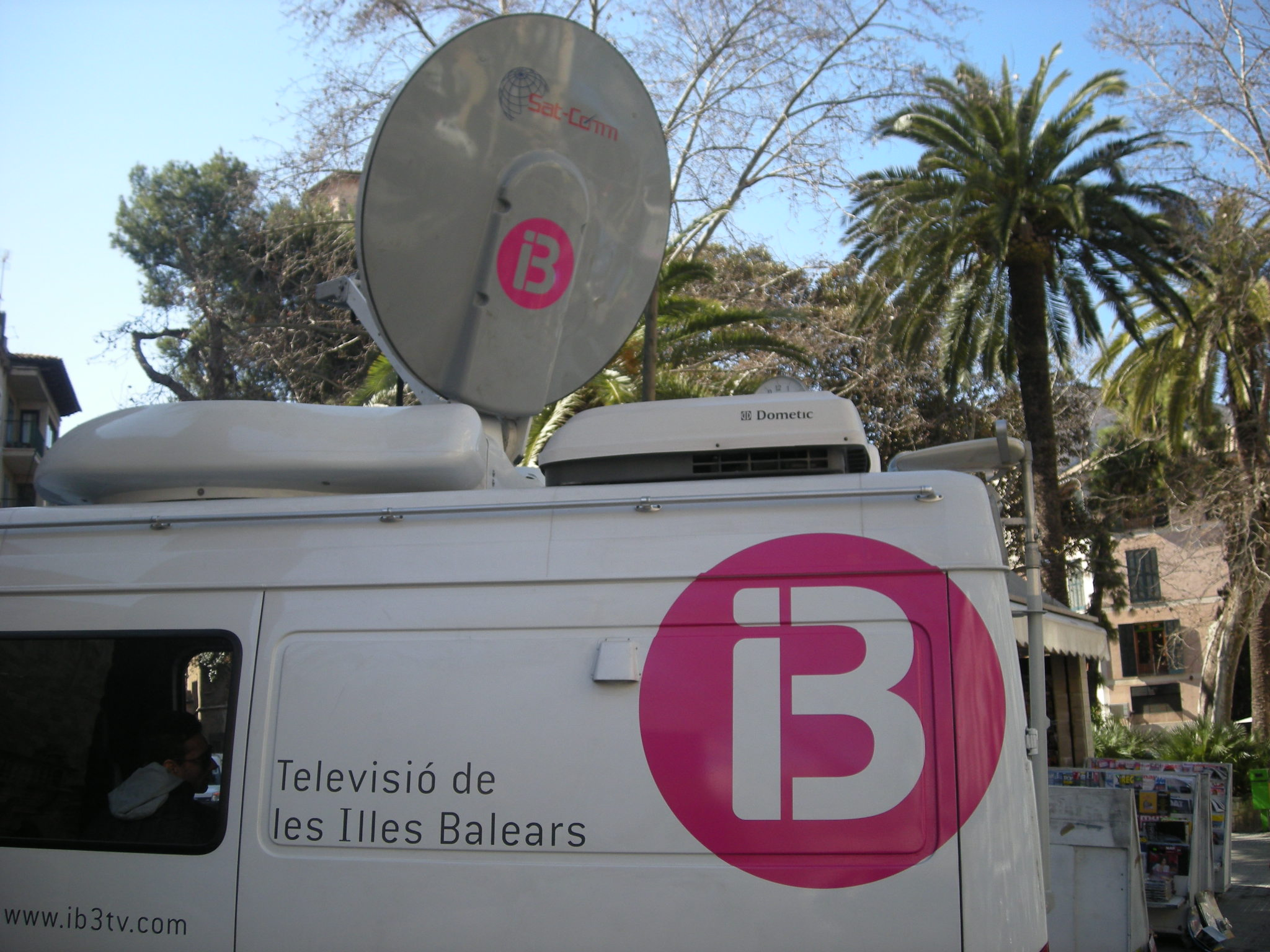
Una unitat mòbil de Televisió de les Illes Balears a Palma.

Televisió de les Illes Balears és una empresa pública balear pertanyent a l'Ens Públic de Radiotelevisió de les Illes Balears (EPRTVIB) que gestiona els canals de televisió IB3 Televisió, IB3 HD i IB3 Global.

## Canals
IB3 Televisió és el principal canal de l'entitat. Va començar a emetre el 2005 i té un índex d'audiència entorn del 5%. Es pot veure a les Illes Balears per TDT i també per les plataformes ONO i Imagenio.
IBdos fou un projecte de segon canal de televisió d'IB3 amb continguts d'informació, cultura i esports, incloent retransmissions dels plens del Parlament, reportatges, actes institucionals, documentals i futbol, que va fer emissions en prova des del 14 de febrer de 2010.
IB3 HD és un canal generalista que va iniciar les emissions en proves el 17 de març de 2010, a través del múltiplex 65. El canal, de moment, només emetrà els partits de la Champions League i amistosos de pretemporada del RCD Mallorca.
IB3 Global, anteriorment anomenat IB Sat, és el canal que emet a l'exterior de les Illes Balears i Pitiüses. Originàriament emetia per a Europa a través del satèl·lit Hispasat. La programació es basa principalment en continguts de producció pròpia dels canals de Televisió de les Illes Balears. El novembre del 2012 va deixar d'emetre per satèl·lit, ja que les institucions públiques de les Illes van estimar que 400.000 euros era massa pel manteniment del canal.

## Directors
- Arturo Orrico
- Joan Seguí
- Jaume Santacana
- Jaume Grau
- Mar Adrián Cortell (des de 2011[4])
- Joan Carles Martorell
- Josep Codony (des de 2025)

## Instal·lacions
La seu central de Televisió de les Illes Balears es troba al carrer Madalena, 21 del Polígon Son Bugadelles de Santa Ponça (Calvià, Mallorca).
També té delegacions a Menorca, Eivissa i Formentera:
- Maó: C/ Artutx, 22 - 1r esq. POIMA.
- Eivissa: C/ Pintor Narcís Puget, 6. Sant Rafel. Sant Antoni.
- Formentera: C/ de s'Almadrava, s/n. Edifici Auba. La Savina.